# Песка (река)
Песка — река на западе Тверской области, правый приток Торопы. Длина реки составляет 24 километра.

## Течение
Протекает по территории Торопецкого и Западнодвинского районов.
Берёт начало к югу от автодороги Русаново — Старая Торопа на территории Староторопского сельского поселения Западнодвинского района.
Течёт на север, запад и восток; в целом на северо-восток. Ширина реки в нижнем течении до 25 метров, глубина до 1,2 метра.
Впадает в Торопу справа на высоте около 174 метра над уровнем моря, в пределах Речанского сельского поселения Торопецкого района.

## Мосты
Через реку проложено 4 моста:
- Мост на трассе М9 Москва — Рига.
- Мост на автодороге 28К-1786 Торопец — Старая Торопа. Длина 29 метров, перестроен в 2018 году[4].
- Мост на автодороге 28Н-1794 Речане — Митьково.
- Мост на автодороге Русаново — Старая Торопа.

## Населённые пункты
Населённых пунктов на самой реке Песка нет. В её бассейне расположены деревни Каменка, Чурилово, Митьково и Чихачи, относящиеся к Речанскому сельскому поселению Торопецкого района.